# Ochrotrichia cachonera
Ochrotrichia cachonera är en nattsländeart som beskrevs av Lazar Botosaneanu 1995. Ochrotrichia cachonera ingår i släktet Ochrotrichia och familjen smånattsländor. Inga underarter finns listade i Catalogue of Life.